# Ивановский (приток Званы)
Ивановский — ручей в России, протекает по границе Тверской и Вологодской областей, правый приток Званы.
Начинается примерно в 2 км на юго-запад от деревни Сухолжино Ёгонского сельского поселения Весьегонского района Тверской области. Исток находится между урочищами Федцево и Грибцево на склоне возвышенности, высота которой превосходит 200 м. Спускаясь по склону возвышенности река протекает западнее деревень Сухолжино и Мордкино и урочища Иванковского (очевидно, название ручья связано с этим названием). Течёт в основном на запад, на левом берегу ручья деревня Воскресенье и урочище Есипово. Далее ручей пересекает границу Устюженского района Вологодской области и около 1,5 км жо устья течёт по лесной местности, населённых пунктов в Вологодской области нет. Ручей впадает в Звану в 58 км от её устья. Длина ручья составляет 10 км, притоков не имеет.

## Данные водного реестра
По данным государственного водного реестра России относится к Верхневолжскому бассейновому округу, водохозяйственный участок реки — Рыбинское водохранилище до Рыбинского гидроузла и впадающие в него реки, без рек Молога, Суда и Шексна от истока до Шекснинского гидроузла, речной подбассейн реки — Реки бассейна Рыбинского водохранилища. Речной бассейн реки — (Верхняя) Волга до Куйбышевского водохранилища (без бассейна Оки).
Код объекта в государственном водном реестре — 08010200412210000005167.